# Slay the Spire
Slay the Spire es un videojuego roguelike, RPG de cartas y mazmorras desarrollado por MegaCrit y publicado por Humble Bundle. El acceso anticipado estuvo disponible primero en Mac, Windows y Linux a finales del 2017 (acceso anticipado) y el 2019 el juego estará disponible para la Nintendo Switch

## Jugabilidad
Se trata  al mismo tiempo de un juego  roguelike y juego de mazos de un solo jugador. Al inicio de la partida se debe elegir  entre cuatro personajes: el blindado, la silenciosa, el defectuoso y la vigilante (cada uno con mecánicas diferentes). Cada carta tiene un coste de uso que varía según la utilidad de la carta, Cada turno se disponen de tres puntos para usar cartas, aunque esto puede variar según se avanza en la partida. Las cartas  se clasifican en ataque, habilidad y poder, las últimas poseen un efecto que se mantiene a lo largo del combate. También hay reliquias, objetos que dan bonificaciones o maleficios durante toda la partida. Cada partida el jugador avanza a través de tres pisos, cada uno con un jefe aleatorio al final  del mismo. Al final de cada piso se puede elegir una carta especial para añadir al mazo, una reliquia entre tres disponibles, y el personaje se cura completamente.

## Tipos de habitaciones
En el mapa hay seis tipos de habitaciones: 
- Monstruo: Habitación de combate. Tras la victoria se puede elegir una nueva carta para el mazo, además de obtener oro y si hay suerte también una poción(son objetos de un solo uso que otorgan bonificaciones).
- Monstruo élite: Comabte contra un mini-jefe que proporciona una reliquia además de las recompensas que se obtienen en el resto de combates. Hay un monstruo super-élite por piso, con una llama en su icono y que posee una bonificación especial.
- Cofre: Una sala en la cual se obtiene una reliquia.
- Tienda: Permite comprar cartas, reliquias o remover una carta del mazo por una cantidad de oro.
- Interrogante: puede ser un cofre, un monstruo, una tienda o un evento (los eventos son salas en las cuales se pueden ganar bonificaciones o sufrir penalizaciones, y en ocasiones hay varias opciones para elegir..
- Campamento: Permite descansar y recuperar vida o forjar una carta para mejorarla.
- Jefe: Hay un jefe en cada piso, hay tres pisos siendo el jefe del tercer piso el más fuerte.
- Jefe final: Una vez  terminado el juego con los tres personajes se desbloquea el jefe final, el corazón de la mazmorra. Para poder enfrentarse a él es necesario conseguir las tres llaves a lo largo de la partida: la llave roja se obtiene en un campamento,la llave azul en un cofre y la llave verde derrotando a un enemigo super-élite.